# Operatori di creazione e distruzione
In meccanica quantistica, gli operatori di creazione e distruzione sono operatori che rispettivamente aumentano o riducono di uno il numero di particelle di uno stato quantistico. L'operatore di distruzione (o di annichilazione) è l'operatore aggiunto dell'operatore di creazione.
Gli operatori di creazione e distruzione possono agire su stati di vari tipi di particelle. Sono paragonabili agli operatori scaletta dell'oscillatore armonico quantistico, che aggiungono o rimuovono un quanto di energia al sistema; in questo caso l'operatore di innalzamento è considerato di creazione. In seguito il loro uso è stato generalizzato a molti altri problemi e in generale la loro introduzione è alla base della fondazione della teoria quantistica dei campi e della seconda quantizzazione. Ne esiste anche una versione classica (in cui non sono operatori ma campi), utilizzata nello studio delle onde non lineari (in particolare in turbolenza d'onda).

## Definizione
L'operatore di creazione {\displaystyle {\hat {a}}^{\dagger }} e l'operatore di annichilazione {\displaystyle {\hat {a}}} possono essere definiti semplicemente sulla base della loro azione quando sono applicati su uno stato quantico. Supponiamo che {\displaystyle |n\rangle } sia uno stato quantistico contenente {\displaystyle n} particelle, o {\displaystyle n} quanti di energia, allora possiamo assumere come definizione implicita dell'operatore di annichilazione l'espressione
{\displaystyle {\hat {a}}|n\rangle ={\sqrt {n}}|n-1\rangle },
ovvero l'operatore di annichilazione applicato allo stato con n particelle, ne ha generato un altro che contiene una particella in meno. Equivalentemente, si può definire l'operatore di creazione {\displaystyle {\hat {a}}^{\dagger }} attraverso l'espressione
{\displaystyle {\hat {a}}^{\dagger }|n\rangle ={\sqrt {n+1}}|n+1\rangle }.
In questo modo dallo stato fondamentale del sistema, che possiamo - ad esempio nel caso di una teoria di campo delle particelle elementari - identificare con il vuoto, tutti gli altri stati possono essere costruiti applicando l'operatore di creazione:
{\displaystyle |n\rangle ={({\hat {a}}^{\dagger })^{n} \over {\sqrt {n!}}}|0\rangle }

## Oscillatore armonico quantistico
Si comprende, quindi, la terminologia introdotta da Dirac nel caso dell'oscillatore armonico quantistico: l'operatore {\displaystyle {\hat {a}}} fa passare il sistema dallo stato di energia n allo stato di energia n-1, esso, quindi, distrugge un quanto di energia; analogamente l'operatore {\displaystyle {\hat {a}}^{\dagger }} fa passare il sistema dallo stato di energia n allo stato di energia n+1, esso, quindi, crea un quanto di energia. Noto lo stato fondamentale, si può ottenere, per ricorrenza, tutta la base degli autostati dell'hamiltoniana e di {\displaystyle N}:
{\displaystyle |n\rangle ={({\hat {a}}^{\dagger })^{n} \over {\sqrt {n!}}}|0\rangle }

## Rappresentazione matriciale
Le componenti matriciali degli operatori bosonici di creazione e annichilazione per l'oscillatore armonico quantistico sono:
{\displaystyle a={\begin{pmatrix}0&{\sqrt {1}}&0&0&\dots &0&\dots \\0&0&{\sqrt {2}}&0&\dots &0&\dots \\0&0&0&{\sqrt {3}}&\dots &0&\dots \\0&0&0&0&\ddots &\vdots &\dots \\\vdots &\vdots &\vdots &\vdots &\ddots &{\sqrt {n}}&\dots \\0&0&0&0&\dots &0&\ddots \\\vdots &\vdots &\vdots &\vdots &\vdots &\vdots &\ddots \end{pmatrix}}}
{\displaystyle a^{\dagger }=\left({\begin{array}{ccccccc}0&0&0&\dots &\dots &\dots \\{\sqrt {1}}&0&0&\dots &\dots &\dots \\0&{\sqrt {2}}&0&\dots &\dots &\dots \\0&0&{\sqrt {3}}&\ddots &\vdots &\dots \\\vdots &\vdots &\vdots &\ddots &0&\dots \\0&0&0&\dots &{\sqrt {n+1}}&\ddots \\\vdots &\vdots &\vdots &\vdots &\vdots &\ddots \\\end{array}}\right)}
Questi valori sono stati ottenuti utilizzando le seguenti relazioni:
{\displaystyle a_{ij}^{\dagger }=\langle \psi _{i}|{\hat {a}}^{\dagger }|\psi _{j}\rangle }
{\displaystyle a_{ij}=\langle \psi _{i}|{\hat {a}}|\psi _{j}\rangle }
e
{\displaystyle {\sqrt {n}}=\langle n|{\hat {a}}^{\dagger }|n-1\rangle }
{\displaystyle {\sqrt {n}}=\langle n-1|{\hat {a}}|n\rangle }

## Operatori di costruzione e distruzione in teoria quantistica dei campi
In teoria quantistica dei campi e nei problemi a molti corpi si lavora con operatori di creazione e distruzione di stati quantistici, {\displaystyle a_{i}^{\dagger }} and {\displaystyle a_{i}^{\,}}.  Questi operatori cambiano il valore dell'operatore numero,
{\displaystyle N=\sum _{i}n_{i}=\sum _{i}a_{i}^{\dagger }a_{i}^{\,}},
di uno, in analogia al caso dell'oscillatore armonico.  Gli indici (ad esempio {\displaystyle i}) rappresentano i numeri quantici che etichettano gli stati di singola particella del sistema e non sono necessariamente numeri singoli.  Per esempio, una ennupla di numeri quantici {\displaystyle (n,l,m,s)} viene usata per etichettare gli stati dell'atomo di idrogeno.
Le relazioni di commutazione degli operatori di creazione e distruzione in un sistema multiplo di bosoni  sono,
{\displaystyle [a_{i}^{\,},a_{j}^{\dagger }]\equiv a_{i}^{\,}a_{j}^{\dagger }-a_{j}^{\dagger }a_{i}^{\,}=\delta _{ij},}
{\displaystyle [a_{i}^{\dagger },a_{j}^{\dagger }]=[a_{i}^{\,},a_{j}^{\,}]=0,}
dove {\displaystyle [\ \ ,\ \ ]} è il commutatore è {\displaystyle \delta _{ij}} la delta di Kronecker.
Per i fermioni, il commutatore è sostituito dall'anticommutatore {\displaystyle \{\ ,\ \}},
{\displaystyle \{a_{i}^{\,},a_{j}^{\dagger }\}\equiv a_{i}^{\,}a_{j}^{\dagger }+a_{j}^{\dagger }a_{i}^{\,}=\delta _{ij},}
{\displaystyle \{a_{i}^{\dagger },a_{j}^{\dagger }\}=\{a_{i}^{\,},a_{j}^{\,}\}=0.}